# Aymeric de Chalus
Aymeric de Chalus (nascido em Châlus, França — falecido em Avinhão, França, 31 de outubro de 1349) foi um arcebispo e cardeal francês da Igreja Católica.

## Vida
Aymeric nasceu de uma família nobre e obteve o doutorado in utroque iure, tanto em direito canônico quanto civil, na Universidade de Bolonha, na Itália.
Como sacerdote, foi cônego do capítulo da catedral de Limoges em 1314.
Foi nomeado arcebispo de Ravena em 24 de setembro de 1322 e transferido para a Diocese de Chartres em 13 de maio de 1332 onde serviu até a sua promoção ao cardinalato. Lá ele fundou uma capela dedicada a São Pedro com outros doze cônegos.
No consistório de 20 de setembro de 1342, foi criado cardeal-presbítero de Santos Silvestre e Martinho nos Montes pelo Papa Clemente VI.
Aymeric morreu em 31 de outubro de 1349 em Avinhão, na França. Foi sepultado na Catedral de Chartres.